# 普齐蒂瓦卡姆
普齐蒂瓦卡姆（Puzhithivakkam (Ullagaram)），是印度泰米尔纳德邦Kancheepuram县的一个城镇。总人口29086（2001年）。

## 人口
该地2001年总人口29086人，其中男性15015人，女性14071人；0—6岁人口2587人，其中男1319人，女1268人；识字率85.12%，其中男性为88.37%，女性为81.65%。